# Sint-Jozef en Bernarduskerk
De Sint-Jozef en Bernarduskerk, gekend als de kerk van Lisp, is een kerk in België, gelegen in de provincie Antwerpen in de Lierse wijk Lisp, aan de Lispersteenweg 275. De kerk is toegewijd aan Maria en heeft als patroons Sint-Jozef en Sint-Bernardus. Sinds 2010 is Jan Verheyen de dienstdoende pastoor.
Het betreft een bakstenen basilicale kruiskerk die naar het westen is georiënteerd. De voorgebouwde toren heeft vier geledingen en een ingesnoerde naaldspits. Sinds 2019 is de kerk aangeduid als bouwkundig erfgoed.

## Bouwgeschiedenis
In 1872 werd Lisp, een voorstad van Lier, een zelfstandige parochie. De start van de bouw van Sint-Jozef en Bernardus, naar ontwerp van Eugeen Gife, begon in 1873 en de voltooiing vond plaats in 1883. Het hoogaltaar werd pas geplaatst in 1880 en in 1882 kwam de toren gereed. De kerk werd wel al ingewijd in 1874, het jaar waarin ook de kruisweg in de kerk werd geplaatst.
Tijdens de Eerste Wereldoorlog bleef de kerk onbeschadigd, maar tijdens de Tweede Wereldoorlog werd de kerk dusdanig beschadigd dat een grondige renovatie nodig was. Deze werken werden uitgevoerd tussen 1948 en 1962. Zo werden er o.a. nieuwe glasramen, uitgevoerd door J. Van de Broeck, geplaatst. In 1966 werd de kerk uitgebreid met een nieuwe doopkapel en een nieuw orgel.

## Ontstaansgeschiedenis
In de 19e eeuw groeide, door de Industriële revolutie, de buitenwijk Lisp en werd er in 1869 een kapel ingericht in een schuur ter ere van Maria (Onze-Lieve-Vrouw Onbevlekt Ontvangen) waar sinds de choleraplaag in 1866 een verering voor bestond. In 1870 werd de kapel reeds officieel erkend en werd Petrus van Ekelen benoemd als kapelaan. Twee jaar later werd de kapelanij verheven tot een zelfstandige parochie met Sint-Jozef en Sint-Bernardus als patroons. In 1873 werd dan gestart met de bouw van een kerk.
De bloei van de parochie kwam voort uit de verering van Onze-Lieve-Vrouw Onbevlekt Ontvangen en het miraculeuze Mariabeeld dat vereerd en aangeroepen werd. Dit Mariabeeld werd in 1874 gemaakt op initiatief van Florence Broes naar aanleiding van de oprichting van een broederschap voor Onze-Lieve-Vrouw van het Heilig Hart. Florence Broes was een bedlegerige vrouw die verlamd was, maar die, nadat het Mariabeeld naar haar gebracht werd plots terug kan stappen. Naast deze miraculeuze genezing vonden er nog een aantal plaats en doordat deze genezingen werden toegeschreven aan het Mariabeeld werd Lisp een bedevaartsoord. In 1943 werd hierdoor de parochie toegewijd aan Onze-Lieve-Vrouw. Anno 2020 staat het miraculeuze Mariabeeld nog steeds in de kerk, in de muur op een sokkel.
De Sint-Jozef en Bernardus kerk was de eerste kerk in Lier die volledig werd aangepast aan de nieuwe liturgische richtlijnen bepaald tijdens het Tweede Vaticaans Concilie In 1972 werd het honderdjarig bestaan van de parochie gevierd.

## Interieur
De kerk heeft voornamelijk 19e-eeuwse kunstwerken. Van het oorspronkelijke neogotische meubilair is een aanzienlijk deel verdwenen.
Er zijn 14 afbeeldingen terug te vinden die de 14 staties weergeven van Jezus' kruisweg.
| Statie | Beschrijving                                      | Afbeelding                                    | Afbeelding                              |
| ------ | ------------------------------------------------- | --------------------------------------------- | --------------------------------------- |
| I      | Jezus wordt ter dood veroordeeld.                 | I Jesus is condemned to death                 | II Jesus carries His cross              |
| II     | Jezus draagt zijn kruis                           | I Jesus is condemned to death                 | II Jesus carries His cross              |
| III    | Jezus valt voor de eerste maal.                   | III Jesus falls for the first time            | IV Jesus meets His mother, Mary         |
| IV     | Jezus ontmoet Zijn Moeder Maria.                  | III Jesus falls for the first time            | IV Jesus meets His mother, Mary         |
| V      | Simon van Cyrene helpt Jezus het kruis te dragen. | V Simon of Cyrene helps Jesus carry the cross | VI Veronica wipes the face of Jesus     |
| VI     | Veronica droogt het aangezicht van Jezus af.      | V Simon of Cyrene helps Jesus carry the cross | VI Veronica wipes the face of Jesus     |
| VII    | Jezus valt voor de tweede maal.                   | VII Jesus falls for the second time           | VIII Jesus meets the women of Jerusalem |
| VIII   | Jezus ontmoet de wenende vrouw van Jeruzalem.     | VII Jesus falls for the second time           | VIII Jesus meets the women of Jerusalem |
| IX     | Jezus valt voor de derde maal.                    | IX Jesus falls for the third time             | X Jesus is stripped of His clothes      |
| X      | Jezus wordt van Zijn klederen beroofd.            | IX Jesus falls for the third time             | X Jesus is stripped of His clothes      |
| XI     | Jezus wordt aan het kruis genageld.               | XI Jesus is nailed to the cross               | XII Jesus dies on the cross             |
| XII    | Jezus sterft aan het kruis.                       | XI Jesus is nailed to the cross               | XII Jesus dies on the cross             |
| XIII   | Jezus wordt van het kruis afgenomen.              | XIII Jesus is taken down from the cross       | XIV Jesus is placed in the tomb         |
| XIV    | Jezus wordt in het graf gelegd.                   | XIII Jesus is taken down from the cross       | XIV Jesus is placed in the tomb         |

## Fotogalerij

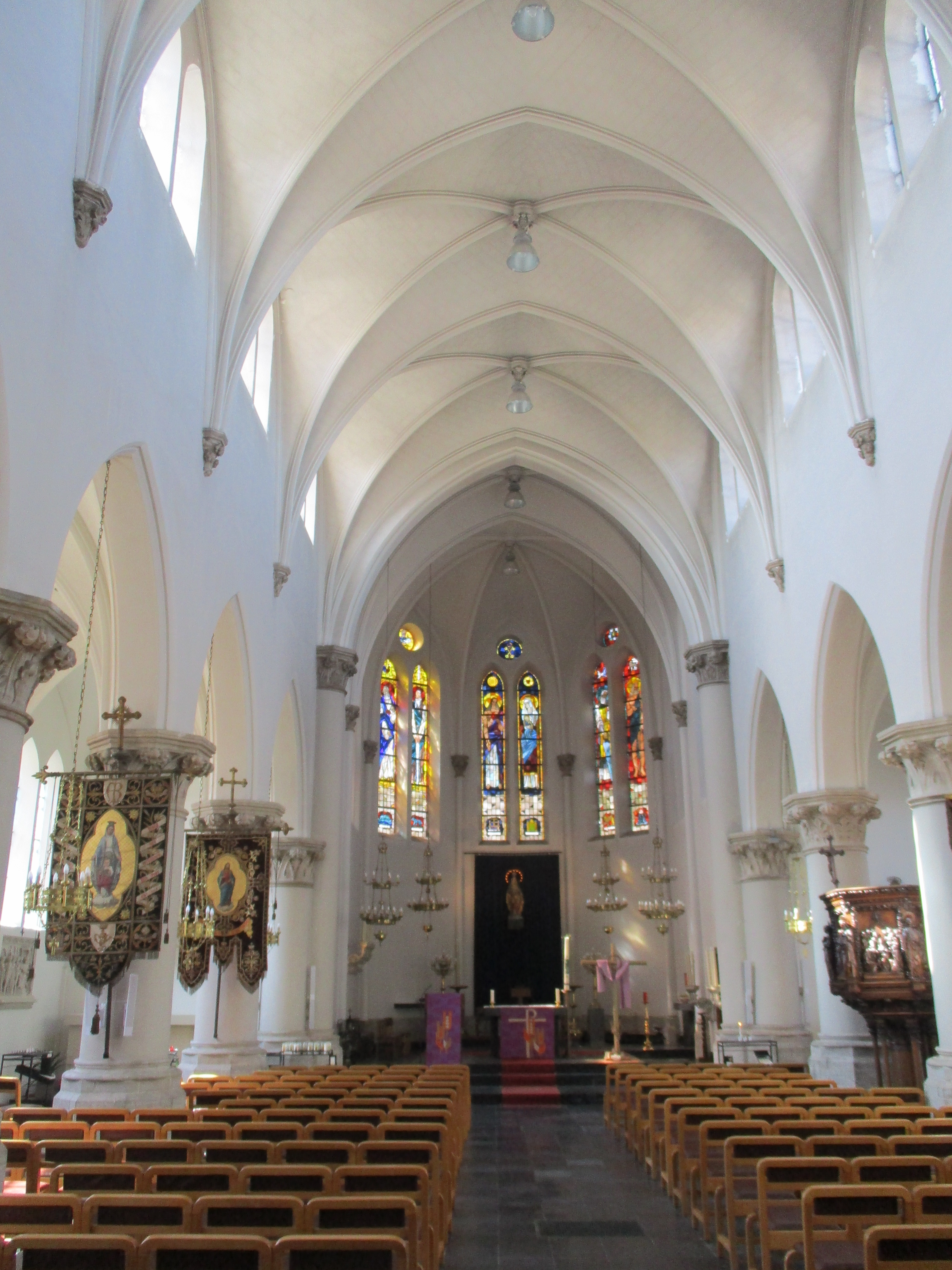
Interieur Sint-Jozef en Bernardus kerk
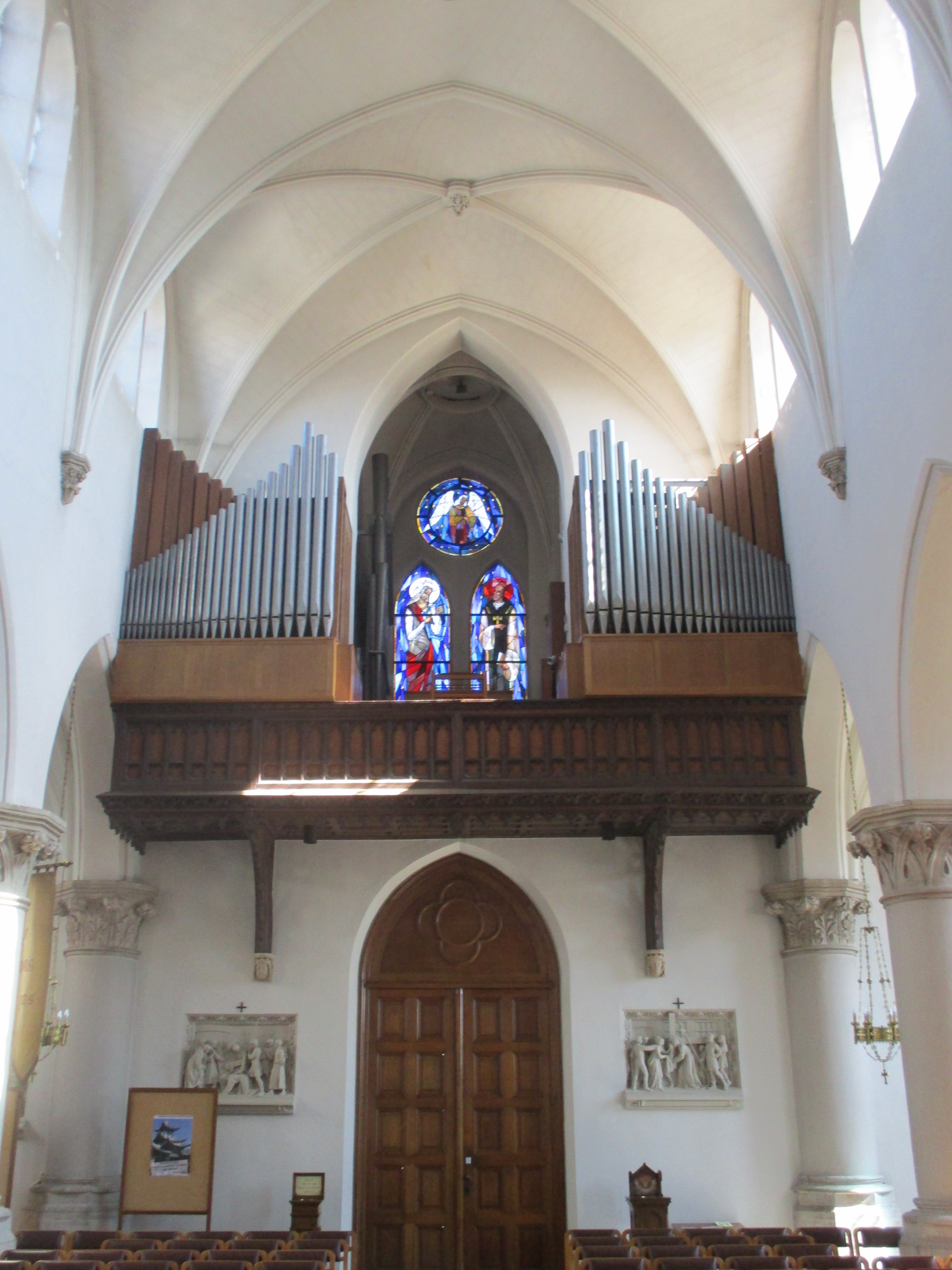
Orgel in de Sint-Jozef en Bernardus kerk
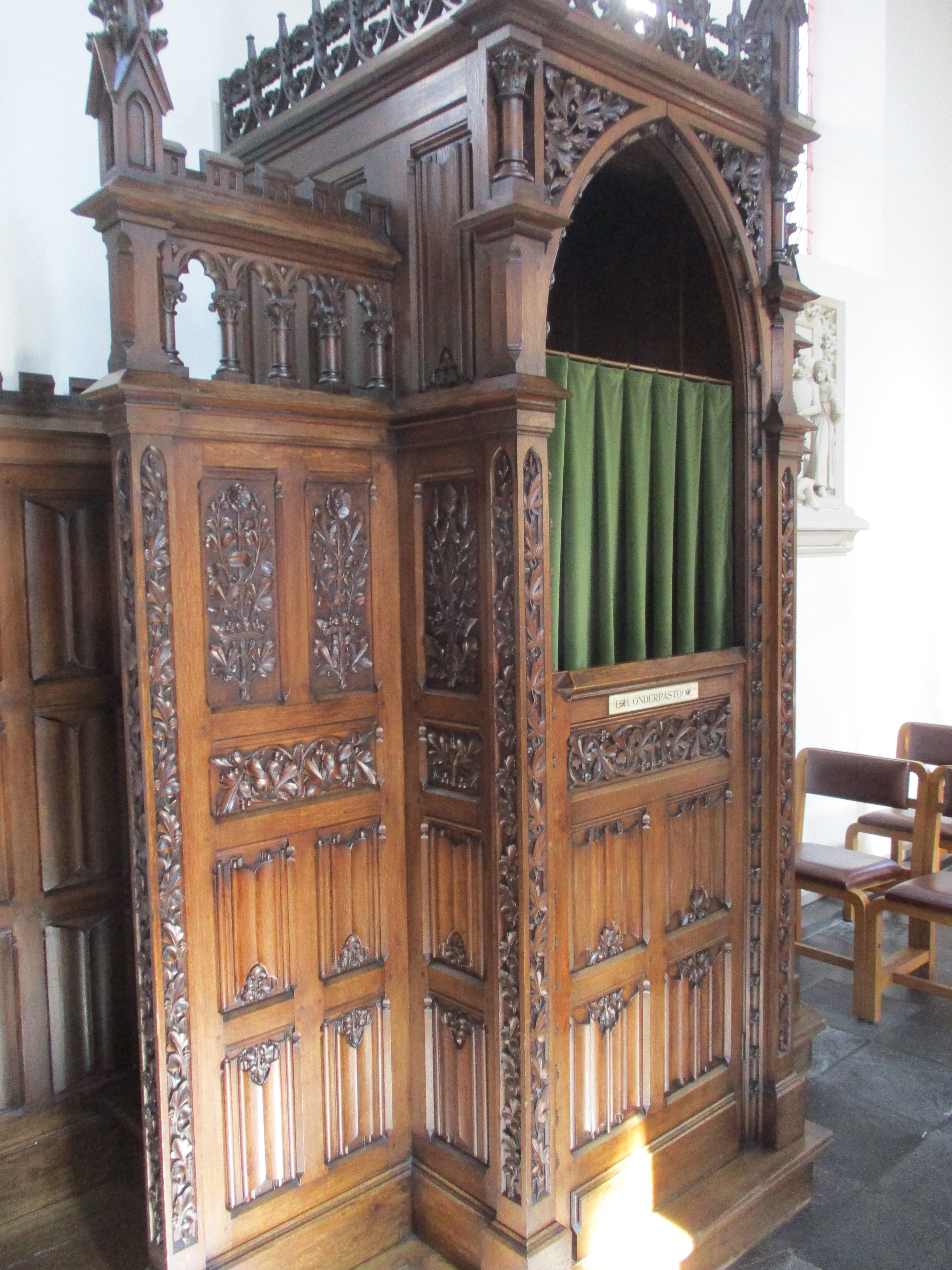
Biechtstoel in de Sint-Jozef en Bernardus kerk
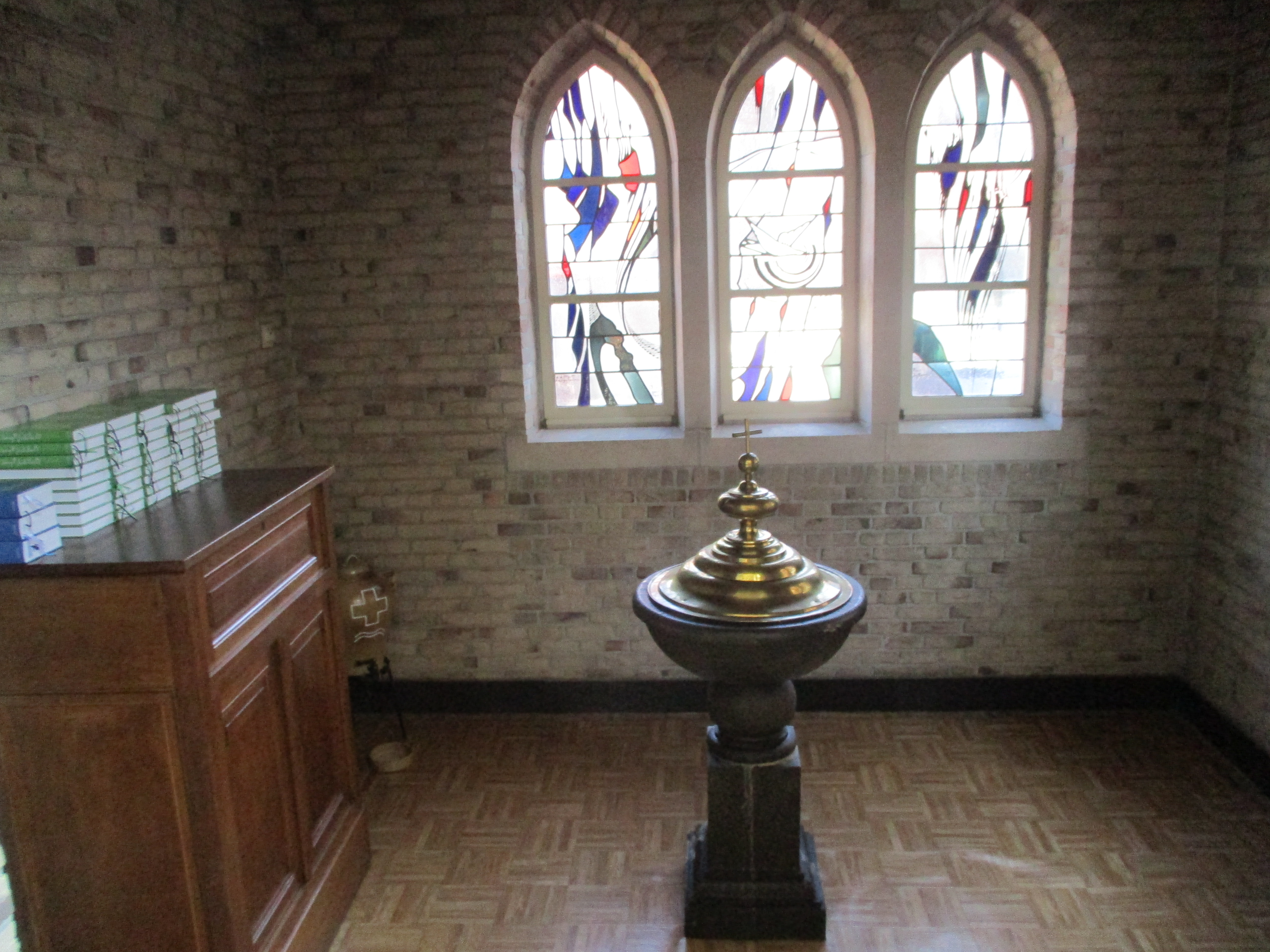
Doopkapel in de Sint-Jozef en Bernardus kerk
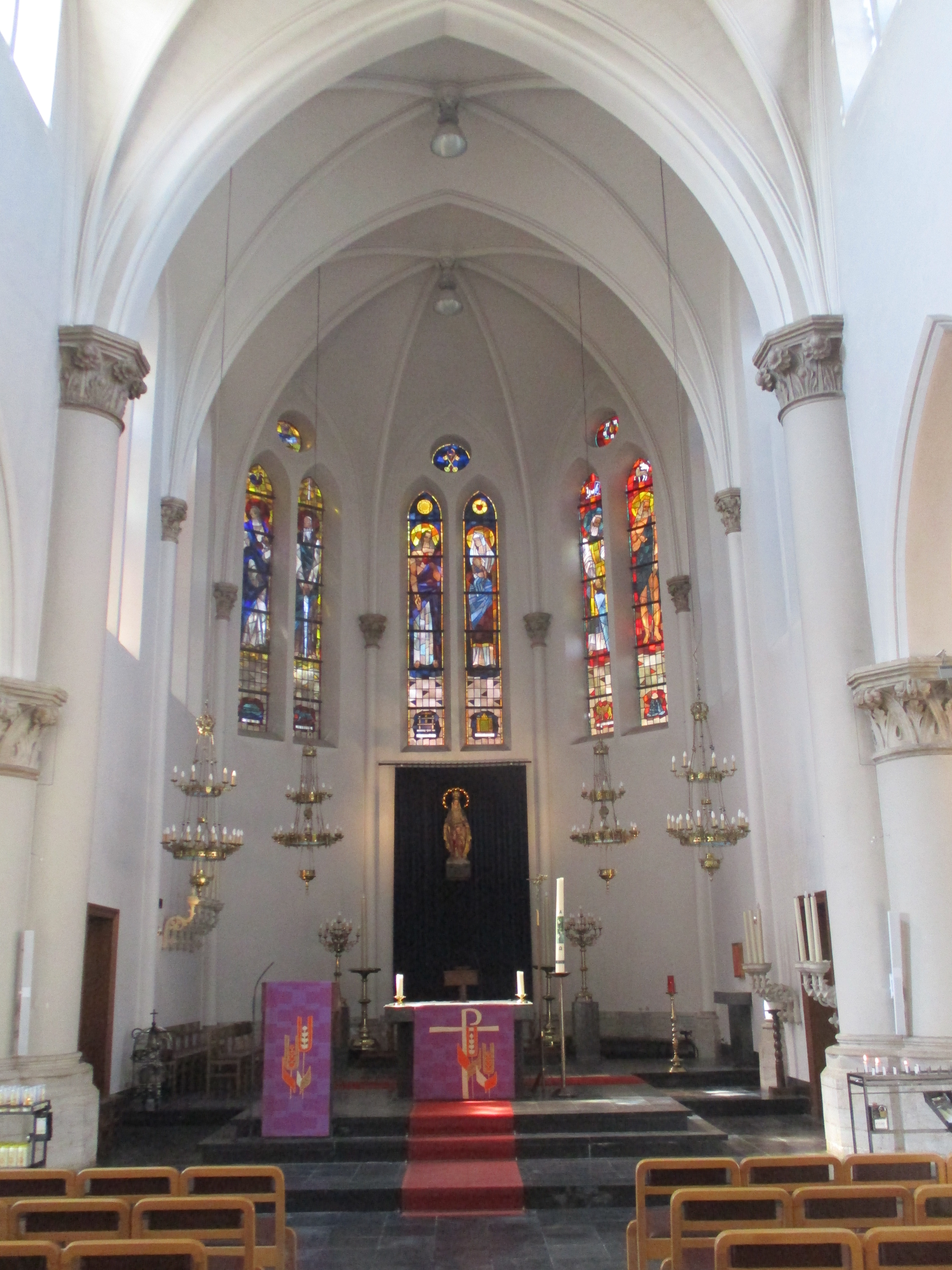
Altaar in de Sint-Jozef en Bernarduskerk